# المرصد العراقي لضحايا الاتجار بالبشر
المرصد العراقي لضحايا الاتجار بالبشر - Iraqi Observatory for Victims of Human Trafficking ومختصره (IOVHT)، هو مرصد مستقل، غير حكومي، وغير ربحي، مقره الرئيس في بغداد، انشأ في 31 تشرين الأول / أكتوبر 2018، وهو الأول من نوعه على مستوى العراق، يتألف من صحفيين وناشطين في مجال حقوق الإنسان، يؤمنون بأن الإنسان قيمة عليا ينبغي احترامها.
تطوع هؤلاء الناشطون جميعاً للدفاع عن حقوق ضحايا الاتجار بالبشر، بغض النظر عن دينهم أو طائفتهم أو قوميتهم أو جنسهم أو ميولهم السياسي.
ويسعى المرصد إلى تحقيق جملة أهداف إنسانية، تشمل رصد ووثيق الانتهاكات، واتخاذ إجراءات سلمية وقانونية للتصدي لجرائم الاتجار بالبشر على المستويين الوطني والدولي.
يمتلك المرصد شبكة واسعة من الموثقين في جميع المحافظات يستقون معلوماتهم بطريقة استقصائية، كما يمتلك قنوات حوار وتواصل مع المنظمات المعنية بمجال حقوق الإنسان على المستوى المحلي والدولي.

## بيان إعلان انطلاق المرصد العراقي لضحايا الاتجار بالبشر
تعتبر قضية الاتجار بالبشر إحدى أهم القضايا التي تتبوء موقعا متقدما من الجرائم والانتهاكات المرتكبة وتشغل حيزا مهما من اهتمامات الناشطين والمنظمات الحقوقية الدولية نظرا لاتساع هذه الجريمة واتخاذها اشكالا متعددة لاسيما مع انتشار مواقع التواصل الاجتماعي وتزايد معدلات الفقر والبطالة وتصاعد نسبة الأمية.
وكان العراق إحدى تلك الدول التي انتشرت فيها جريمة الاتجار بالبشر بشكل واسع ولافت بشكل فردي وجماعي وبطرق منظمة وغير منظمة، وقد ساعد على انتشار واتساع هذا النوع من الجرائم غياب سلطة القانون خلال السنوات الماضية وسيطرة الجماعات الإرهابية على عدد من المدن وقيامها بتنفيذ جرائم واسعة النطاق ترتقي إلى الإبادة الجماعية وجرائم حرب وضد الإنسانية.
وتظهر آخر الإحصائيات الصادرة عن مجلس القضاء الأعلى بأن دوائرها سجلت 200 قضية خلال عام 2017 فقط غالبيتها في العاصمة بغداد حيث بلغت 50 قضية. والمؤكد أن تلك القضايا تشكل نسبة قليلة مقارنة بما موجود على ارض الواقع، لأن هذا النوع من الجرائم تتسم بالسرية، فيما يخشى الضحايا من الإبلاغ عن ذلك خشية الفضيحة وتعارض ذلك مع العادات والتقاليد السائدة.
من هذا المنطلق، شرع مجموعة من الناشطين والشباب العراقيين بالعمل على تأسيس مرصد عراقي باسم «المرصد العراقي لضحايا الاتجار بالبشر - Iraqi Observatory for Victims of Human Trafficking» واختصاره " IOVHT" يعنى بمكافحة الاتجار بالبشر في أول تجربة من نوعها في العراق، حيث سيعمل القائمون على المرصد لتنفيذ جملة أهداف ومشاريع بعضها آنية واخرى مستقبلية ومن ابرزها:
1— إجراء عمليات مسح شاملة لمناطق الجرائم وتصنيفها بين المرتفعة والمنخفضة وإنشاء قاعدة بيانات خاصة بجرائم الاتجار بالبشر في كل مدينة ومحافظات عراقية، والبحث في العوامل التي تساهم في تزايد وتصاعد تلك الجرائم.
2 – إصدار تقارير وبيانات دورية تعنى برصد جرائم الاتجار بالبشر ومدى تحقيق الدوائر المعنية انجازات بهذا الصدد، وملاحظة مدى انخفاض وارتفاع تلك الجرائم عن الأشهر والفترات السابقة والعمل على الحد منها.
3 – العمل على تعديل بعض التشريعات والقوانين الخاصة بالاتجار بالبشر وفي مقدمتها قانون مكافحة الاتجار بالبشر رقم 28 لسنة 2012 وتشديد العقوبات الواردة في هذا القانون.
4— تفعيل اللجان الفرعية الخاصة بمكافحة الاتجار بالبشر في الاقاليم والمحافظات غير المنتظمة بإقليم التي نصت عليها المادة 4 / اولا من قانون مكافحة الاتجار بالبشر رقم 28 لسنة 2012.
5 – السعي نحو انضمام العراق للاتفاقيات والمعاهدات الدولية والإقليمية الخاصة بمكافحة الاتجار بالبشر.
6 – الإسراع في توقيع اتفاقيات تبادل المطلوبين بين العراق والدول التي تكثر فيها عمليات الاتجار بالبشر المتعلقة بالضحايا العراقيين.
7 – تنظيم دورات وورش عمل منتظمة للمساهمة بزيادة الوعي بخصوص قضايا الاتجار بالبشر بالتعاون مع الجهات الرسمية والمنظمات الحقوقية المحلية والدولية.
8 – إنشاء فريق عمل متكامل من الناشطين والباحثين في اغلب المحافظات العراقية بهدف السعي لجمع معلومات ورصد اية عمليات تخص قضايا الاتجار بالبشر.
ويؤكد المرصد ختاما أنه مستقل عن اية جهة حزبية أو سياسية أو دينية في تمويله وعمله، وانه يعتمد على التبرعات والاشتراكات الشهرية في تمويل انشطته وبرامجه. كما يؤكد ان المرصد لن يضع أي قيد أو شرط على كل منظمة أو شخص يرغب بالانضمام اليه والتعامل معه.
المرصد العراقي لضحايا الاتجار بالبشر - Iraqi Observatory for Victims of Human Trafficking
بغداد
31 تشرين الأول / أكتوبر 2018.

## تقريره الشهري الأول
بعد انطلاقه في شهر تشرين الأول / أكتوبر الماضي، باشر المرصد العراقي لضحايا الاتجار بالبشر بمهام توثيق ورصد الجرائم المتعلقة بالاتجار بالبشر في العاصمة بغداد والمحافظات عبر شبكة موثقيه التي تتنشر في اغلب مناطق ومحافظات البلاد.
وفي تقريره الأول عمل المرصد على توثيق الجرائم التي ارتكبت خلال شهر تشرين الثاني / نوفمبر الماضي، فقد وثق المرصد 13 جريمة اتجار بالبشر في بغداد وعدد من المحافظات، تنوعت ما بين استغلال الأطفال في ظاهرة التسول في التقاطعات والاسواق، وتجارة الاعضاء البشرية، واستدراج النساء للعمل ضمن شبكات الدعارة.
ووفقا للمعلومات التي حصل عليها المرصد العراقي لضحايا الاتجار بالبشر، فإن الأطفال ممن هم دون السادسة عشرة والنساء يمثلون ثلثي الضحايا لشهر تشرين الثاني ويتم ذلك عبر استغلالهم ماديا أو إجبارهم على العمل بواسطة ذويهم أو تجار تحت التهديد.
كما تشير معلومات المرصد إلى أن سماسرة وتجارا وشخصيات نافذة في الحكومة متورطة بإيقاع ضحايا في شباك الإتجار مستغلة بذلك نفوذها في مؤسسات أمنية تسهل عليها التملص من المساءلة القانونية والإفلات من العقاب.
وتبين للمرصد أن قرابة 40% من نسب جرائم الاتجار في البلاد تقع وحدها في بغداد وغالبية تلك الجرائم وراؤها عصابات جريمة منظمة تمتلك فروعا وأشخاصا أو سماسرة في عدد من المحافظات مرتبطة ببعضها البعض.
وتظهر المعلومات التي حصل عليها موثقو المرصد العراقي، بأن غالبية الجرائم ضحيتها الأطفال ممن تتراوح اعمار ما بين (4-15) عاما، ونساء استدرجن إلى العمل.
بغداد
وثق المرصد العراقي ثلاث شبكات للاتجار بالبشر في بغداد تعمل على استدراج الضحايا من خلال صفحات وهمية على مواقع التواصل الاجتماعي، يديرها سماسرة يقتنصون ضحاياهم بأساليب تنطوي على نصب واحتيال لانتزاع اعضائهم مقابل مبالغ مالية تتراوح ما بين 7-10 مليون دينار عراقي. لا يحصل الضحية على مقدار ما نسبته 10% منها، ويتعهد ما يطلق على نفسه «المعتمد الطبي» بتوفير اوراق ثبوتية (مستمسكات) مزورة وولي امر غير حقيقي، لضمان عبور اللجنة الخاصة بنقل وزرع الاعضاء، التي تأخذ في الغالب رشى مالية تتراوح ما بين (3-5) مليون دينار عراقي.
تعمل الشبكة الأولى على إجراء عملية نزع الاعضاء بطريقة غير قانونية، في إحدى المستشفيات الخاصة «المعروفة» في بغداد، على يد كادر طبي عراقي متواطئ مع السماسرة.
فيما تقوم الشبكة الثانية بايقاع ضحايا من محافظات جنوب العراق، ونقلهم إلى محافظة السليمانية لانتزاع اعضائهم، بعد مواعدتهم في مراب النهضة وسط العاصمة بغداد.
وتعمل الشبكة الثالثة على اقناع الضحية باساليب ملتوية لتسفيرها إلى العاصمة السورية دمشق لاجراء عملية نزع الاعضاء في مستشفى حكومي باعتبار الدولة المشار اليها لا تضع شروطا محددة لاجراء عملية استئصال ونقل الاعضاء.
وفيما يتعلق بظاهرة التسول التي استشرت في العراق بعد عام 2003، حصل المرصد على معلومات تتعلق بشبكة تستغل مهاجرين سوريين، حسبما روته «م-ي (37 عاما)» ذات العينين الخضراوين، التي فرّت من حرب قاسية في بلادها لتجد نفسها فجأة في أرقى أحياء بغداد بعدما وعدها «أبو ميثم» بإيوائها داخل منزل مكتظ بمهاجرين سوريين.
«يبعتلو حمى هلكنا شغل».. تقول «م-ي» التي بدا وجهها شاحبا نظرا لقضائها أكثر من 11 ساعة متجولة بعباءتها الرثة بين أزقة منطقة الكرادة لتأخذ منها ما تيسر لسد رمق جوعها، ومنح «أبو ميثم» باقي «الغلّة».
وتضيف المهاجرة السورية لموثق المرصد العراقي لضحايا الاتجار بالبشر، أنها تدفع ما يقارب 100 ألف دينار يوميا مقابل إيوائها داخل منزل في منطقة الجادرية يديره «أبو ميثم» الذي أوهمها في بادئ الأمر بامتلاكه منظمة إنسانية تعمل على مساعدة السوريين الفارين من بلادهم.
وليست «م-ي» الوحيدة التي أجبرت على دخول هذا العالم المحفوف بالمخاطر، حيث تقول إن «هناك أربعة عوائل من محافظة حلب تسكن في المنزل ذاته وتمارس أيضا مهنة التسول في مناطق أخرى من بغداد».
السليمانية
تنشط شبكات عدة متخصصة في الاتجار بالاعضاء البشرية في المحافظة، حيث وثق المرصد وجود أربع شبكات تعمل مع مستشفيات خاصة تجري فيها عمليات نزع الأعضاء على يد كوادر طبية تركية وكردية، إذ يتم استدراج الضحية عن طريق مكاتب تعرف بـ«مكاتب الدلالين».
يقدم السماسرة العاملون ضمن هذه الشبكات مغريات مادية ومعنوية للضحية، بهدف الإيقاع بها، من بينها توفير سكن في ارقى فنادق المحافظة ودفع مبلغ (5) مليون دينار عراقي للكلى الواحدة و12 مليون دينار عراقي مقابل بيع «الخصية»، الا ان الضحية لا تحصل على أي من تلك الوعود وتجد نفسها داخل غرف مظلمة بعد سحب جميع المستمسكات الخاصة بها، لضمان عدم فرارها.
تعمل إحدى الشبكات على نقل الضحايا من محافظة السليمانية إلى العاصمة المصرية القاهرة لانتزاع الأعضاء البشرية.
أربيل
وثق المرصد وجود شبكتين في محافظة أربيل – عاصمة إقليم كردستان - تعملان على استدراج الضحايا وانتزاع أعضائها البشرية لاسيما (الكبد والكلى) مقابل مبالغ مالية تبدأ بمبلغ خمسة ملايين دينار وتنتهي عند 10 ملايين دينار.
وتجري عمليات نقل الأعضاء داخل مستشفيات خاصة (أهلية) بعد إغواء الضحايا بوسائل مغرية، وتتم أغلب عمليات البيع بالاتفاق مع أثرياء عرب (لاسيما الكويتيين) حيث يقومون بدفع مبالغ طائلة للحصول على تلك الأعضاء.
بابل
تمكن موثق المرصد في المحافظة من الوصول إلى شبكة دعارة صغيرة يديرها نازح من محافظة نينوى يسكن في منطقة القاسم الواقعة إلى الجنوب من مدينة الحلة.
ويقوم «ع.و» بإرغام زوجته على ممارسة الجنس مع رجال آخرين للحصول على مكاسب مالية تبلغ 25 ألف دينار عراقي في الساعة الواحدة، وذلك من خلال تهديدها بالقتل والاعتداء عليها بالضرب مستغلا ضعفها وسلطته عليها.
الديوانية
تدير المدعوة «م.ح» شبكة للدعارة في منطقة الإسكان بمحافظة الديوانية، تختص بجلب الفتيات العذراوات من العوائل المتعففة بعد اغرائهن بمبالغ مالية كبيرة مقابل فض غشاء البكارة، كما تضم الشبكة أكثر من 10 فتيات تم فض غشاء بكارتهن بعد هروبهن من ذويهن.
وإلى جانب «م.ح» تعمل «ب.ع» كمساعدة للشبكة في اقناع الفتيات لاسيما العذراوات عبر مواقع التواصل الاجتماعي بالانضمام للشبكة مقابل إيوائهن وإطعامهن والحفاظ على سرية عملهن.
ويحث المرصد العراقي لضحايا الاتجار بالبشر الجهات المعنية والمختصة على بذل جهود أكبر للحد من هذه الجرائم ومعالجة أسبابها وتوفير ملاذات آمنة للضحايا، فضلا عن تفعيل دور اللجنة المركزية العليا لمكافحة الاتجار بالبشر، واللجان الفرعية في المحافظات.
وينوه المرصد إلى أن العشرات من حالات الاتجار بالبشر في بغداد والمحافظات تحصل بشكل يومي ومتزايد مما ينذر بخطورة الأمر خاصة وأن تقارير دولية وأممية حذرت من تنامي هذه الظاهرة آخرها وضع العراق في المستوى الثاني للمراقبة للسنة الثانية على التوالي بحسب تقرير وزارة الخارجية الأميركية في حزيران 2018 والذي وعد بمحاسبة ومحاكمة عدد من المسؤولين العراقيين المتورطين بالاتجار بالبشر، فضلا عن عقوبات سياسية واقتصادية وعسكرية من المزمع أن تفرضها الولايات المتحدة على العراق في حال عدم وضع معالجات لهذه التجارة وتراجعه إلى المستوى الثالث في تقرير الخارجية الأميركية.
ويدعو المرصد السلطات الأمنية والقضائية العراقية إلى تفعيل وتطبيق قانون مكافحة الاتجار بالبشر رقم 28 لسنة 2012 وإيقاع أشد العقوبات بحق كل المتورطين في هذه الجرائم.